# بالافير
بالافير هي اختصار بلوغات ها آفير (بالعبرية: פלוגת האוויר) أي الفصيلة الجوية، كانت القوة الجوية التابعة للبلماخ، كان مقرها في تل أبيب. لا يُعرف سوى القليل عن فصيلة البلماخ الجوية بسبب عمرها القصير والتكتم عليها خلال فترة الانتداب البريطاني. ومثل بقية أعضاء البلماخ، كانت تتألف بالكامل من مقاتلين يهود.